# 伍德島
62°29′02.7″S 60°18′15.1″W / 62.484083°S 60.304194°W

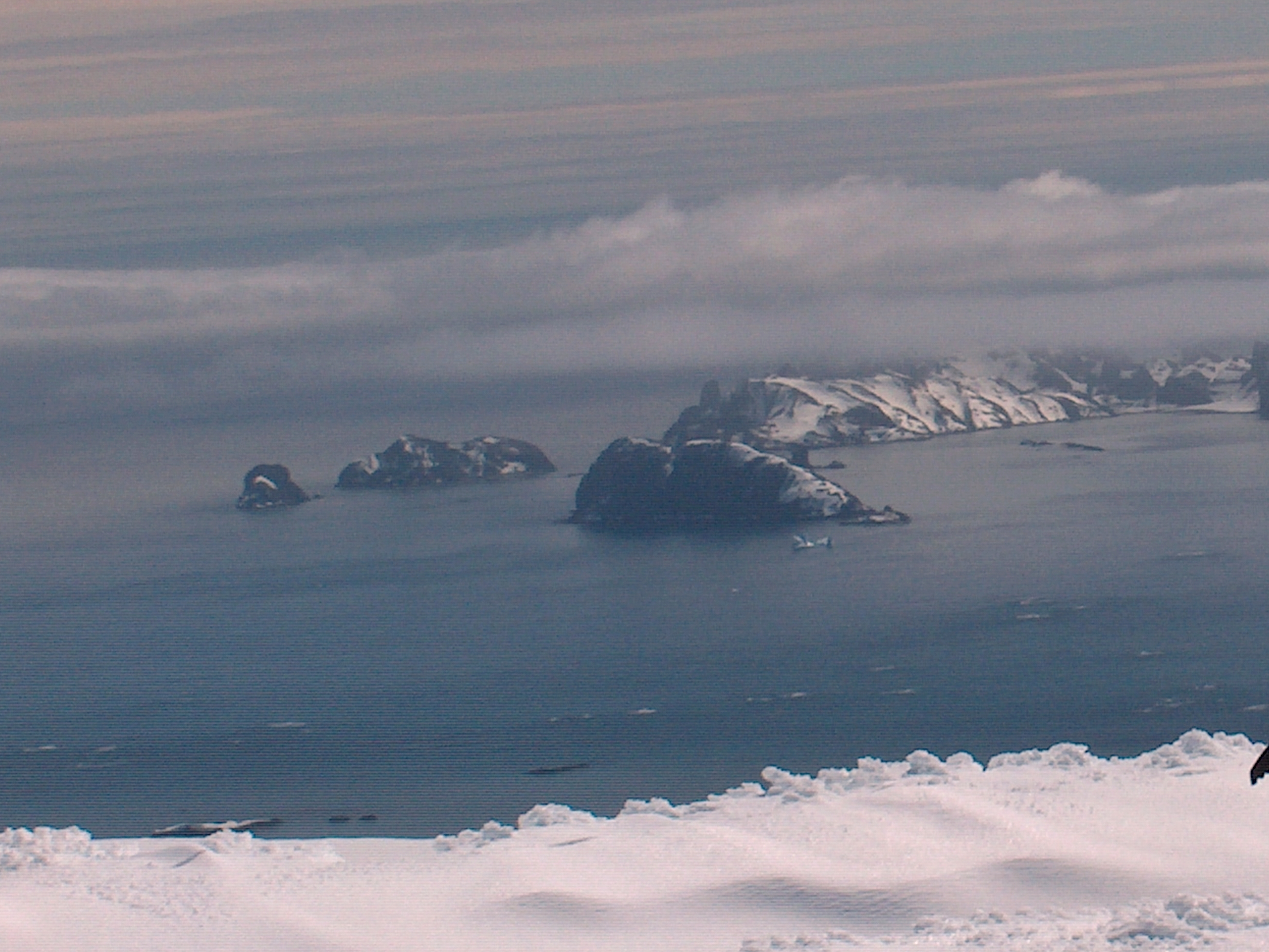

伍德島是南極洲的島嶼，位於南設得蘭群島，處於伊拉塔伊斯角東南面2.38公里和威廉斯角西南面9.33公里，面積0.14平方公里，該島嶼現時由南極條約體系管理。

## 外部連結
- SCAR Composite Antarctic Gazetteer（页面存档备份，存于）.